# Mistrovství světa v alpském lyžování 2019 – superobří slalom žen
Superobří slalom žen na Mistrovství světa v alpském lyžování 2019 se konal v úterý 5. února 2019 jako úvodní ženský závod světové šampionátu v lyžařském středisku Åre. Zahájení proběhlo ve 12.30 hodin místního času. Do závodu nastoupilo 43 sjezdařek z 18 států. V důsledku silného větru byl start tratě snížen o tři sta metrů.
Obhájkyní zlata byla rakouská lyžařka Nicole Schmidhoferová, která dojela na jedenácté pozici. Prvních šest závodnic skončilo s minimálními odstupy, v rozmezí šestnácti setin sekundy.

## Medailistky
Mistryní světa se stala průběžná lídryně Světového poháru Mikaela Shiffrinová ze Spojených států, která v předchozí části sezóny ovládla všechny tři závody této disciplíny. 23letá Američanka tal získala čtvrtý titul světové šampionky a první neslalomový.
Se ztrátou dvou setin sekundy získala stříbrný kov 26letá Italka Sofia Goggiová, pro niž to byla druhá medaile ze světových šampionátů.
Bronz si odvezla 24letá Švýcarka Corinne Suterová, jež vybojovala první medaili na mistrovství světa. Následně přidala stříbro ze aarského sjezdu.

## Výsledky
| P                                         | SČ  | lyžařka                    | stát                   | čas                   | ztráta                |
| ----------------------------------------- | --- | -------------------------- | ---------------------- | --------------------- | --------------------- |
| Zlatá medaile                             | 15  | Mikaela Shiffrinová        | Spojené státy americké | 1:04,89               |                       |
| Stříbrná medaile                          | 3   | Sofia Goggiová             | Itálie                 | 1:04,91               | +0,02                 |
| Bronzová medaile                          | 4   | Corinne Suterová           | Švýcarsko              | 1:04,94               | +0,05                 |
| 4.                                        | 19  | Viktoria Rebensburgová     | Německo                | 1:04,96               | +0,07                 |
| 5.                                        | 12  | Nadia Fanchiniová          | Itálie                 | 1:05,03               | +0,14                 |
| 6.                                        | 13  | Ragnhild Mowinckelová      | Norsko                 | 1:05,05               | +0,16                 |
| 7.                                        | 8   | Francesca Marsagliaová     | Itálie                 | 1:05,13               | +0,24                 |
| 8.                                        | 11  | Ilka Štuhecová             | Slovinsko              | 1:05,15               | +0,26                 |
| 9.                                        | 5   | Lara Gutová-Behramiová     | Švýcarsko              | 1:05,37               | +0,48                 |
| 10.                                       | 17  | Federica Brignoneová       | Itálie                 | 1:05,43               | +0,54                 |
| 11.                                       | 7   | Nicole Schmidhoferová      | Rakousko               | 1:05,58               | +0,69                 |
| 12.                                       | 10  | Tamara Tipplerová          | Rakousko               | 1:05,61               | +0,72                 |
| 13.                                       | 24  | Kajsa Vickhoff Lieová      | Norsko                 | 1:05,82               | +0,93                 |
| 14.                                       | 6   | Wendy Holdenerová          | Švýcarsko              | 1:05,99               | +1,10                 |
| 15.                                       | 18  | Ramona Siebenhoferová      | Rakousko               | 1:06,08               | +1,19                 |
| 16.                                       | 2   | Tessa Worleyová            | Francie                | 1:06,48               | +1,59                 |
| 17.                                       | 20  | Romane Miradoliová         | Francie                | 1:06,53               | +1,64                 |
| 18.                                       | 23  | Kira Weidleová             | Německo                | 1:06,60               | +1,71                 |
| 19.                                       | 27  | Valérie Grenierová         | Kanada                 | 1:06,67               | +1,78                 |
| 20.                                       | 28  | Lisa Hörnbladová           | Švédsko                | 1:06,87               | +1,98                 |
| 21.                                       | 25  | Marie-Michèle Gagnonová    | Kanada                 | 1:06,91               | +2,02                 |
| 22.                                       | 37  | Alice Merryweatherová      | Spojené státy americké | 1:07,22               | +2,33                 |
| 23.                                       | 26  | Tiffany Gauthierová        | Francie                | 1:07,34               | +2,45                 |
| 24.                                       | 36  | Kateřina Pauláthová        | Česko                  | 1:07,42               | +2,53                 |
| 25.                                       | 42  | Greta Smallová             | Austrálie              | 1:07,44               | +2,55                 |
| 26.                                       | 41  | Ida Dannewitzová           | Švédsko                | 1:07,63               | +2,74                 |
| 27.                                       | 29  | Ester Ledecká              | Česko                  | 1:07,69               | +2,80                 |
| 28.                                       | 43  | Ania Monica Caillová       | Rumunsko               | 1:10,29               | +5,40                 |
| 29.                                       | 45  | Sarah Schleperová          | Mexiko                 | 1:10,85               | +5,96                 |
| —                                         | 1   | Jasmine Fluryová           | Švýcarsko              | nedojela do cíle      | nedojela do cíle      |
| —                                         | 9   | Tina Weiratherová          | Lichtenštejnsko        | nedojela do cíle      | nedojela do cíle      |
| —                                         | 14  | Stephanie Venierová        | Rakousko               | nedojela do cíle      | nedojela do cíle      |
| —                                         | 16  | Lindsey Vonnová            | Spojené státy americké | nedojela do cíle      | nedojela do cíle      |
| —                                         | 21. | Laurenne Rossová           | Spojené státy americké | nedojela do cíle      | nedojela do cíle      |
| —                                         | 22  | Michaela Wenigová          | Německo                | nedojela do cíle      | nedojela do cíle      |
| —                                         | 30  | Christina Agerová          | Rakousko               | nedojela do cíle      | nedojela do cíle      |
| —                                         | 32  | Meike Pfisterová           | Německo                | nedojela do cíle      | nedojela do cíle      |
| —                                         | 33  | Julija Pleškovová          | Rusko                  | nedojela do cíle      | nedojela do cíle      |
| —                                         | 34  | Maryna Gąsienica-Danielová | Polsko                 | nedojela do cíle      | nedojela do cíle      |
| —                                         | 35  | Alexandra Prokopjevová     | Rusko                  | nedojela do cíle      | nedojela do cíle      |
| —                                         | 38  | Nevena Ignjatovićová       | Srbsko                 | nedojela do cíle      | nedojela do cíle      |
| —                                         | 39  | Lin Ivarssonová            | Švédsko                | nedojela do cíle      | nedojela do cíle      |
| —                                         | 40  | Helena Rapaportová         | Švédsko                | nedojela do cíle      | nedojela do cíle      |
| —                                         | 31  | Roni Remmeová              | Kanada                 | nenastoupila na start | nenastoupila na start |
| —                                         | 44  | Alexandra Colettiová       | Monako                 | nenastoupila na start | nenastoupila na start |
| Závod odstartoval ve 12.30 hodin (UTC+1). |     |                            |                        |                       |                       |